# Charles Vander Straeten

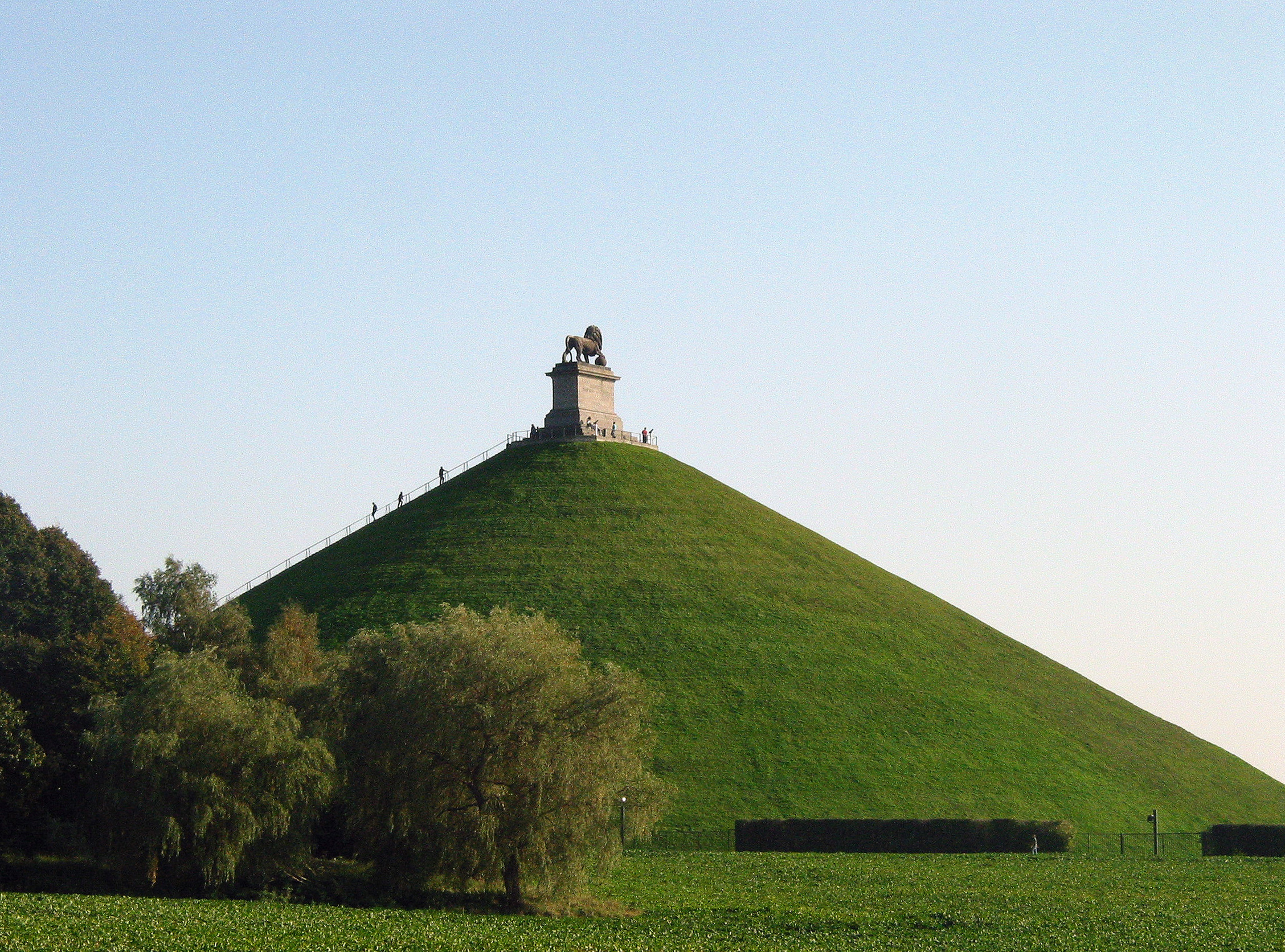
De conische Leeuw van Waterloo

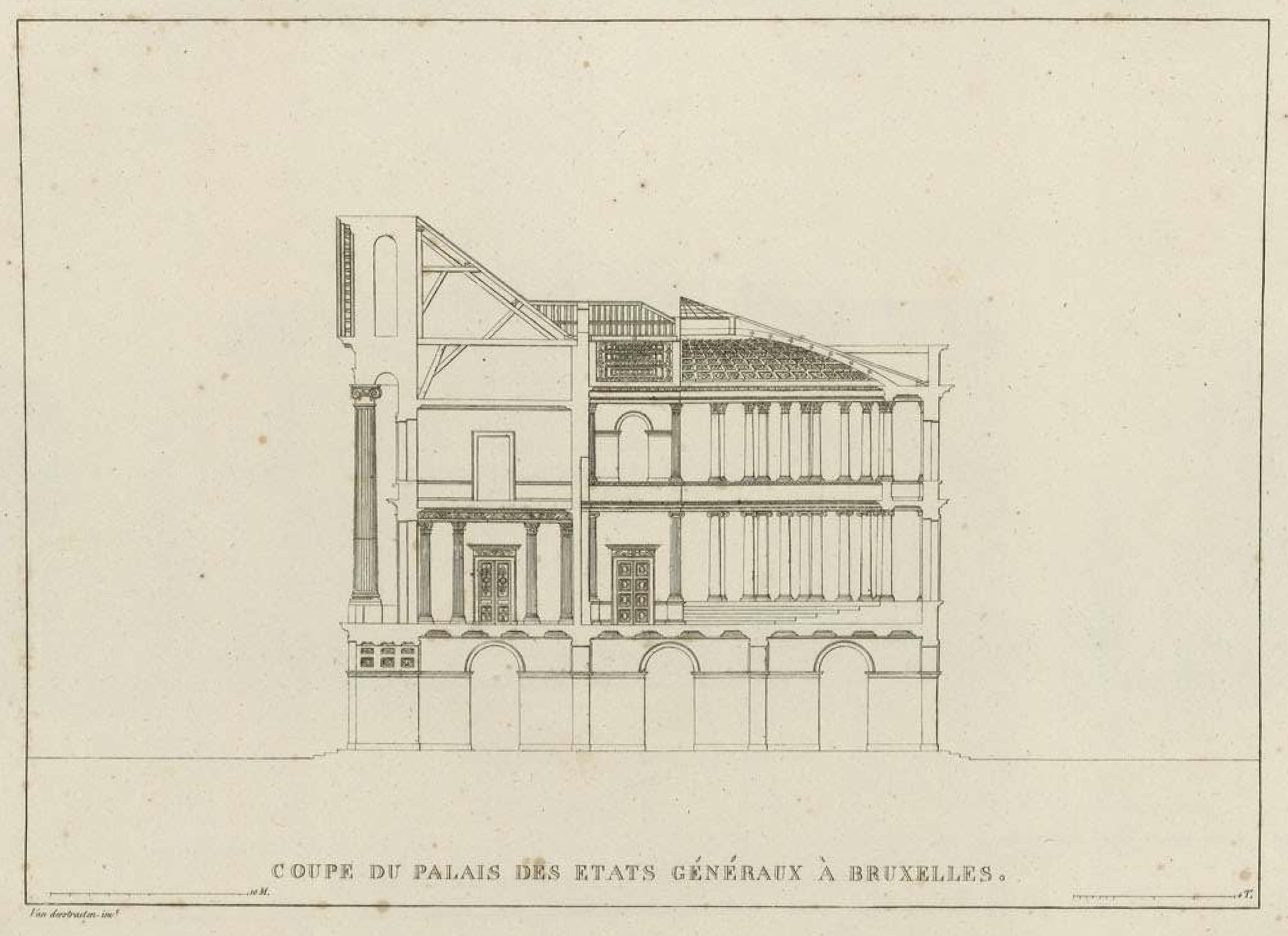
Vander Straeten dwarsdoorsnede voor het halfrond van de Staten-Generaal, nu de Kamer

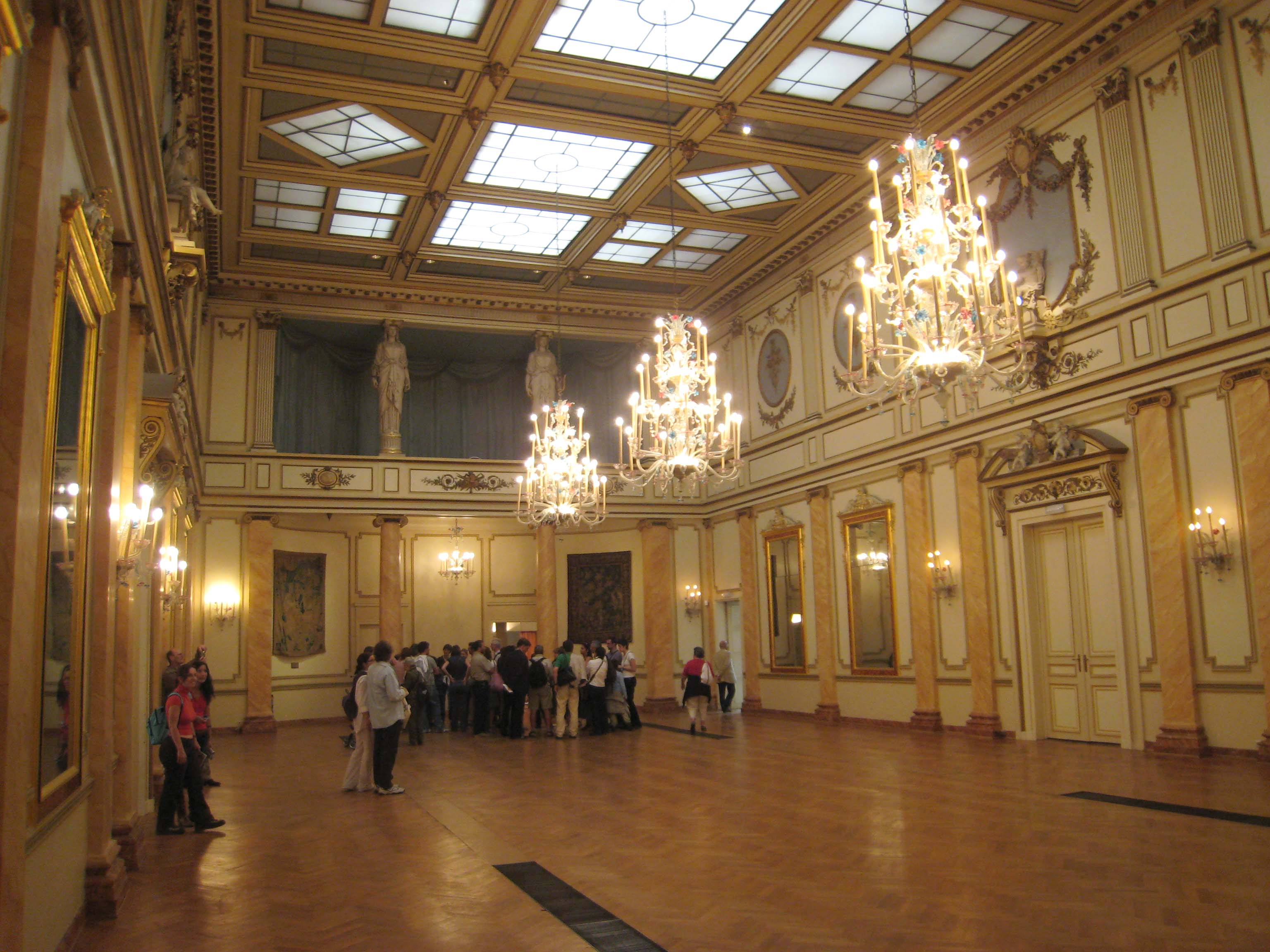
Kariatidenzaal in de Waux-hall, nu gebruikt door de Cercle Royal Gaulois

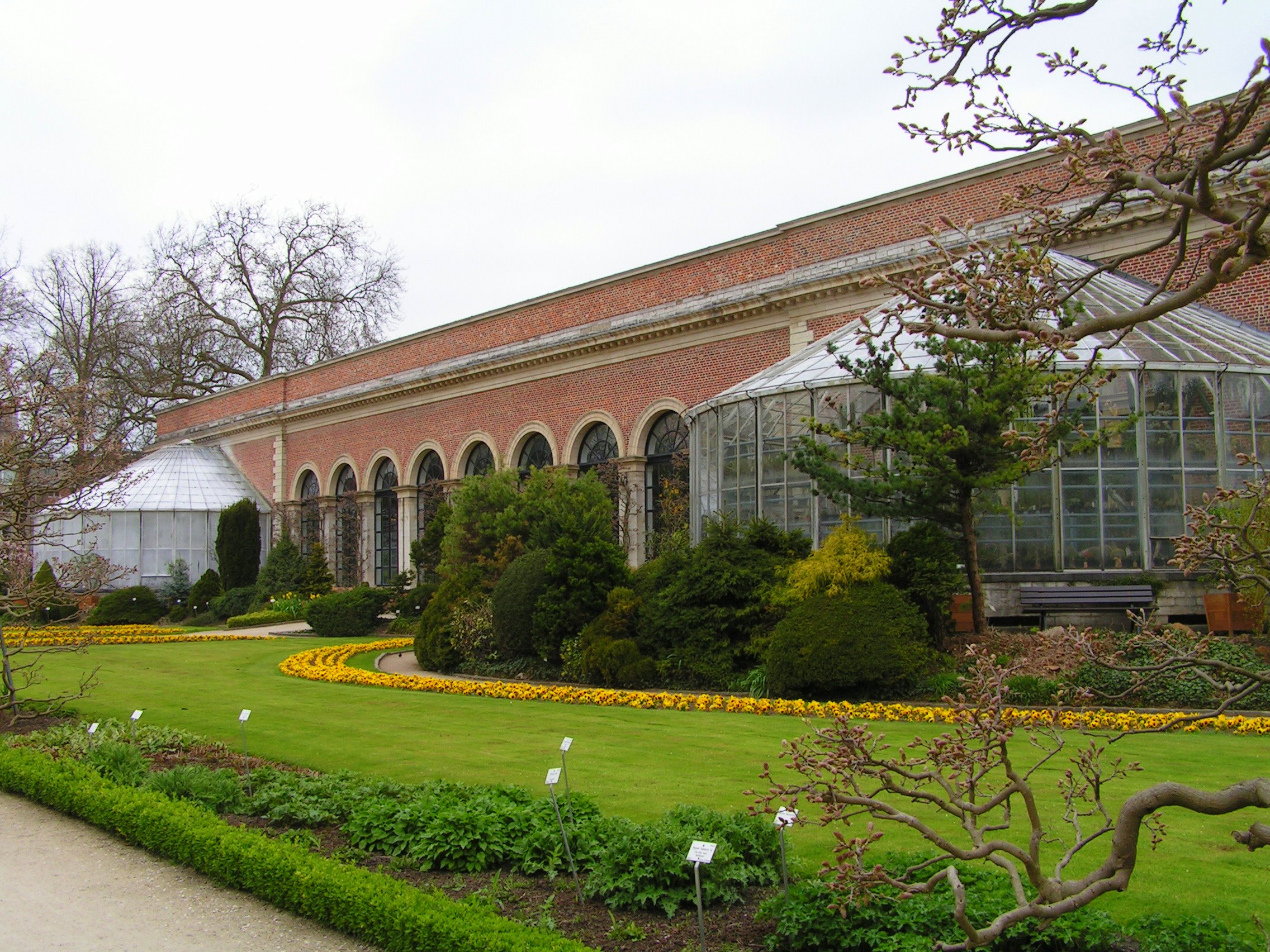
Leuvense Kruidtuin

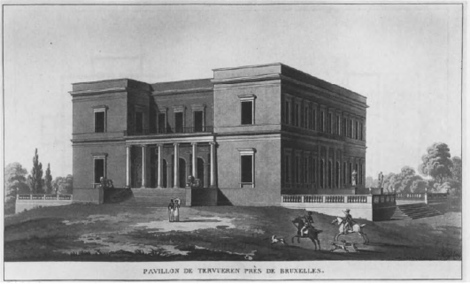
Het Paviljoen van Oranje (Tervuren)

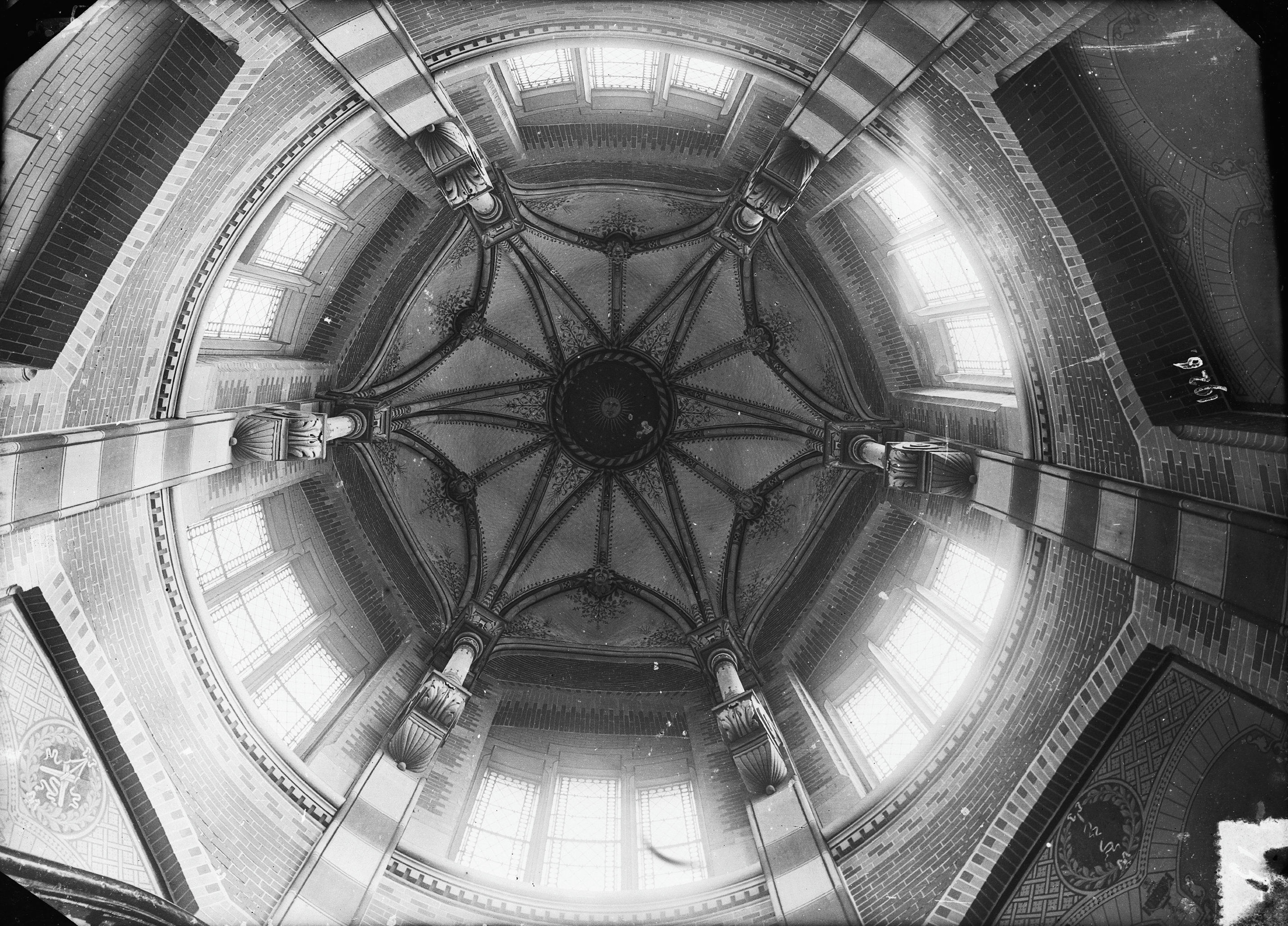
Koepel van het paleis op de Korte Voorhout

Charles Vander Straeten, ook Karel van der Straaten (Brussel, 1771 - Elsene, 1834) was hofarchitect onder koning Willem I der Nederlanden. Zijn neoclassicistische gebouwen bevinden zich vooral in zijn geboortestad Brussel, maar hij was ook elders actief (Den Haag, Leuven, Brasschaat...). Vander Straetens markantste ontwerp was ongetwijfeld de Leeuw van Waterloo.

## Loopbaan
Het is niet bekend waar en hoe Vander Straeten zich bekwaamde in de bouwkunst. In 1816 verschijnt hij vrij plots op het toneel met een opdracht van hoog niveau. Hij moest het gebouw van de Staten van Brabant geschikt maken voor vergaderingen van de Staten-Generaal van het Koninkrijk der Nederlanden. In het centrale deel liet hij staatsietrappen construeren en vergaderzalen voor de Eerste en Tweede Kamer. Zijn kenmerkende rotonde met cassetteplafond definieert nog steeds het groene halfrond van de Kamer van volksvertegenwoordigers.
Later werd hij particulier architect van kroonprins Willem, de held van Waterloo. De prinselijke verblijven werden hoogtepunten van neoclassicistische architectuur. Het Paviljoen van Tervuren is vergeleken met het Kleine Paleis van Pavlovsk, eigendom van de keizerlijke Romanov-familie waartoe Willems echtgenote Anna behoorde. Voor het Brusselse paleis paste Vander Straeten de theoretische onderrichtingen van de Franse architect Jean-Nicolas-Louis Durand toe.
Vander Straeten trok de aandacht van de koning zelf, die hem 'Rijksbouwmeester der Koninklijke Paleizen en Landsgebouwen' maakte. Zijn benoeming gebeurde op 5 maart 1820, na het overlijden van Ghislain-Joseph Henry. Willem I vond dat hij nog te veel bezig was met het paviljoen voor zijn zoon in Tervuren en dreigde: "U bent niet de enige architect; een ander kan het werk afmaken". Vander Straeten antwoordde hierop: "Monseigneur, het is een beetje laat om me dat te zeggen". Dit verhinderde niet dat zijn werkingsgebied, aanvankelijk beperkt tot de Zuidelijke Provinciën, werd uitgebreid tot het gehele Verenigd Koninkrijk der Nederlanden. Toch bleven er strubbelingen rond de bouw van het koninklijk paleis en in 1825 werd Vander Straeten vervangen door Tieleman Franciscus Suys.
Hij onderging dit met enige bitterheid, en ondervond meer en meer dat zijn sobere academisme in de verdrukking raakte door de triomferende Romantiek. Nochtans stond Charles Vander Straeten voor een levendig kleurenpalet door een oordeelkundig gebruik van Belgische natuursteen in verschillende kleuren in plaats van de voorgeschreven witgepleisterde gevels (bv. voor het Academiënpaleis: zandstenen pilasters vormen een aangenaam contrast met blauwe hardsteen van Ecaussines en Arquennes).
Vander Straeten maakte ook de plannen voor kastelen in Terhulpen en Schiplaken (vernield in de Eerste Wereldoorlog en nadien heropgebouwd), en was betrokken bij de aanleg van de Regentlaan. Hiervoor hertekende hij het tracé en plande hij de omliggende tuinen en hôtels.

## Waardering
Paul Saintenoy noemde Vander Straeten in de Biographie Nationale een getalenteerd architect maar kwalificeerde dit verderop: "Zijn kunst was koudweg correct. Hem mankeerde de vlam van het genie." De architectuurhistoricus Antoine-Guillaume-Bernard Schayes beschouwde hem daarentegen als een van degenen die de "vulgaire" rococo achter zich hadden gelaten om terug te keren naar les beautés simples et sévères de l'art des Vitruve et des Palladio. De Fransman Urbain Vitry wijdde in zijn populaire Le propriétaire architecte (1827) een lovende bespreking aan Vander Straetens Kruidtuin.

## Realisaties (selectie)
- 1816-18:   Verbouwing van het centrale deel van het Paleis der Natie;[2]
- 1817-22:   Jachtpaviljoen van de Prins van Oranje in Tervuren (met Tieleman-Frans Suys, afgebrand in 1879);
- 1819-24:   Verbouwing van het Koninklijk Paleis van Brussel;
- 1820:       Verbouwing tot museum van het Mauritshuis in Den Haag;
- 1820-23:   Renovatie van het Aartsbisschoppelijk Paleis van Mechelen;
- 1820:       Munthof aan het Muntplein (maakte in 1882 plaats voor de Grote Post)
- 1820:       Verbouwing van de Vauxhall in het Warandepark (met de befaamde Kariatidenzaal waarvoor Vander Straeten de beeldhouwer François Rude inschakelde);
- 1820-26:   Leeuw van Waterloo (hij had de koning ervan kunnen overtuigen dat zijn conische heuvel geschikter was dan de piramide voorgesteld door zijn rivaal Jean-Baptiste Vifquain);
- 1821-23:   De Leuvense Kruidtuin (poortgebouw met tuinierswoning, oranjerie met serres, omheiningsmuur);
- 1823-26:   Paleis der prinsen van Oranje (nu Academiënpaleis);
- 1823-28:   Paleis van Prins Frederik aan de Korte Voorhout in Den Haag (later gebruikt als Paleis van Justitie tot het verwoest werd in het Bezuidenhoutbombardement van 1945);
- 1824:       Verbouwing van de Lambermont (toen de ambtswoning van de directeur der Algemeene Nederlandsche Maatschappij, Ocker Repelaer van Driel);
- 1825-28:   Koninklijke stallingen te Brussel (bijgebouw van het Prinselijk paleis);
- ca. 1825:   Huis van baron Louis de Wellens van ten Meulenberg (Wolvengracht 709, Brussel);
- 1826:       Neogotisch doksaal voor de Kathedraal van Sint-Michiel en Sint-Goedele;
- 1829-32:   Neoclassicistische herbouwing van het Tafelrond in Leuven, met een grote overkoepelde concertzaal (verwoest in de Duitse vernielingen van 1914);
- 1830:       Vergroting van het Kasteel Hof ter Mick in Brasschaat;
- 1833:       Uitbreiding van de Rijkeklarenkerk te Brussel;
- 1833:       Villa van operazangeres Maria Malibran en haar echtgenoot Charles-Auguste de Bériot (later gebruikt als Gemeentehuis van Elsene).

## Familie
Charles was de zoon van François van der Straeten en Catherine de Hertogh.
Zijn eigen zoon Charles Vanderstraeten (1802-1868) was ook architect en inspecteur te Brussel. De cirkel die hij in 1840 trok op het Plan Général d'Alignement des Faubourgs (doorsnede: 6.087 m) was van vroege betekenis in de stadsplanning. Later werd hij burgemeester van Elsene (1846-1861).
Ook de architect Jean-Frédéric Van der Rit was verwant aan Vander Straeten.

## Archieven
- KBB, "Charles Vander Straeten", Collection de dessins: élévations, plans, projections, etc., dessins originaux. Album de 48 planches (Prentenkabinet, II 21701 D)

## Voetnoten
1. ↑  Anne van Ypersele de Strihou, "Le sculpteur François Rude et les architectes Charles vander Straeten et Tilman-François Suys au Palais royal de Bruxelles", in: Maisons d'hier et d'aujourd'hui, nr. LXXXI, 1989, blz. 10
2. ↑  Twee keer werd de rotonde met het halfrond geteisterd door brand. In 1820 overzag Vander Straeten zelf de herstellingswerken; in 1883-86 gebeurde dit door Hendrik Beyaert, die wijzigingen doorvoerde aan de galerijen.
3. ↑  Jos Laporte, "Les architectes de l'église Saint-Josse", in: L'église Saint-Josse et son histoire, Sint-Joost-ten-Node, 1991, blz. 20

- Biografisch Portaal: 14714954
- Digitale Bibliotheek voor de Nederlandse Letteren: stra083
- Gemeinsame Normdatei: 1013974840
- International Standard Name Identifier: 0000 0000 6853 7825
- RKD-Nederlands Instituut voor Kunstgeschiedenis: 414235
- Union List of Artist Names: 500102312
- Virtual International Authority File: 96440648
- WorldCat: E39PBJxmDCPcfJyjXMkQCH97HC